# Bucculatrix angustata
Bucculatrix angustata är en fjärilsart som beskrevs av Frey och Boll 1876. Bucculatrix angustata ingår i släktet Bucculatrix och familjen kronmalar. Inga underarter finns listade i Catalogue of Life.